# Paul Attanasio
Paul Albert Attanasio, född 14 november 1959 i Bronx, New York City är en amerikansk film- och tv-serieproducent och manusförfattare. Han var bland annat producent under inspelningen av tv-serien House M.D samt manusförfattare till filmen Donnie Brasco från 1997.